# Cuerpo de Voluntarios Rusos
El Cuerpo de Voluntarios Rusos (RDK; en ruso: Русский добровольческий корпус, romanizado: Russkiy dobrovol'cheskiy korpus) es una unidad militar formada en agosto de 2022, durante la invasión rusa de Ucrania, para luchar contra las fuerzas rusas y el gobierno ruso encabezado por Vladímir Putin. El grupo está formado por combatientes de etnia rusa, incluidos ciudadanos rusos, que están unidos principalmente por su oposición al presidente ruso y que su misión prioritaria es «liberar» su patria. El grupo afirma ser una unidad integrada en la Legión Internacional de Defensa Territorial de Ucrania, sin embargo, el gobierno ucraniano no ha confirmado estas afirmaciones.
El RDK ha sido descrito por numerosos medios de comunicación como de extrema derecha. Se sabe que algunos de sus miembros son neonazis rusos o albergan otras opiniones extremistas, incluido su líder actual, Denís Nikitin, un conocido neonazi ruso a quien en 2019 se le prohibió la entrada al espacio Schengen.
El grupo se ha atribuido la responsabilidad de una incursión armada en marzo de 2023 en el óblast de Briansk. Desde mayo de 2023, ha estado lanzando incursiones transfronterizas más grandes en el óblast de Bélgorod, junto con la Legión Libertad de Rusia.
La Federación Rusa considera al RDK como una organización terrorista.

## Formación

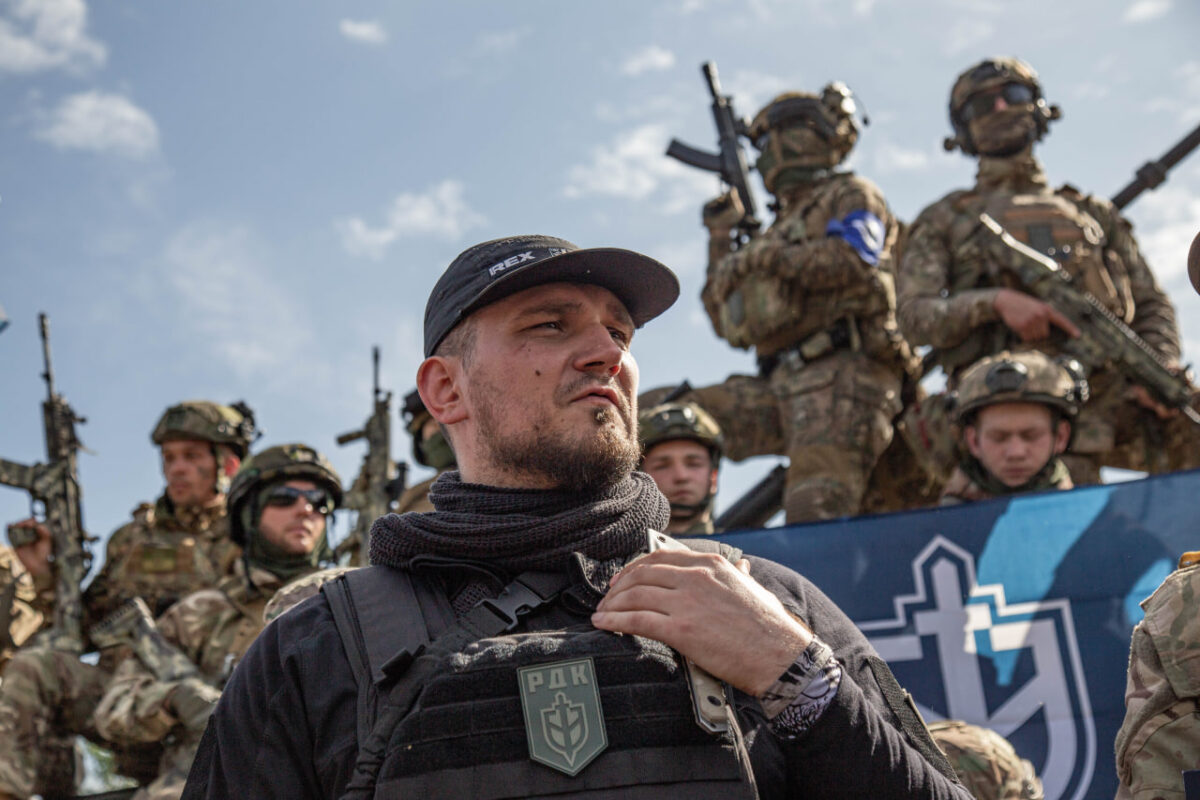
Denís Nikitin el líder y fundador del grupo

El fundador de la formación militar y uno de sus líderes es Denís «WhiteRex» Kapustin, que se hace llamar Nikitin, nacido en Moscú en 1984, un conocido neonazi ruso. Según la agencia de noticias ucraniana Glavcom, el RDK fue formado por voluntarios rusos que habían comenzado a luchar por Ucrania en el Regimiento Azov y otras unidades en 2014. Según la agencia de noticias polaca Vot Tak, a diferencia de la Legión Libertad de Rusia, el liderazgo del cuerpo no depende para la formación de la unidad del reclutamiento de los exmilitares rusos que terminaron en la «Legión» después de ser hechos prisioneros, sino de los emigrantes rusos de extrema derecha que viven principalmente en territorio de Ucrania o de otros países europeos.
Según Nikitin, en agosto de 2022, el RDK interactuó con las Fuerzas Armadas de Ucrania, pero no fue reconocido oficialmente como una unidad del ejército ucraniano. Según él, «tuve que comunicarme con el propio presidente de Ucrania para declararme y pedir la oportunidad de pelear oficialmente». En noviembre de 2022, el Consejo Civil anunció el inicio del reclutamiento de voluntarios para unirse a las filas de las unidades nacionales rusas dentro de las Fuerzas Armadas de Ucrania, incluido el RDK.
El cuerpo acordó ser parte de la conferencia de prensa el 31 de agosto de 2022, con la Legión de la Libertad de Rusia y el Ejército Nacional Republicano. Ese mismo día, Ilya Ponomarev, jefe político del Ejército Nacional Republicano, firmó un acuerdo para crear un centro político conjunto con la Legión de la Libertad de Rusia y afirmó que el Cuerpo de Voluntarios Rusos también acordó unirse al mismo acuerdo. Sin embargo, el Cuerpo de Voluntarios de Rusia emitió más tarde una declaración oficial de que no habían firmado ningún tipo de declaración, no han acordado unirse al centro político de Ilya Ponomarev, aceptar la bandera blanca-azul-blanca o considerar a Ponomarev como su líder político.

## Simbolismo e ideología
El emblema que normalmente utiliza la RDK en su bandera es una «espiga» estilizada de la organización juvenil paramilitar «Idea Blanca», creada a mediados de la década de 1930 por el emigrado blanco Viktor Larionov. Además del símbolo oficial del cuerpo, la organización también usa la bandera de Ucrania y, por parte de algunos combatientes, también usan el emblema del Ejército Ruso de Liberación, que luchó al lado de la Alemania nazi durante la Segunda Guerra Mundial.
Según uno de los comandantes, los combatientes del cuerpo «pueden atribuirse más bien al espectro político conservador de derecha». En una de sus publicaciones en la red social Telegram, el RDK afirmó que la ideología también se basa en el «principio de irreconciliabilidad: el rechazo de cualquier forma de cooperación con el sucesor del régimen soviético, el gobierno de Putin y sus representantes y lacayos en el extranjero», y que «Putin y sus secuaces están destruyendo a los rusos como etnia».
Su líder, Denis Nikitin alias White Rex, es uno de los neonazis más conocidos de Europa. En sus publicaciones no esconde sus alabanzas a Adolf Hitler o sus comentarios racistas y homófobos, incluso contra Volodímir Zelenski por «judío y homosexual». Aunque en videos defiende que Ucrania es el único país donde los nacionalistas blancos pueden defender sus ideas con armas.

## Organización y efectivos
Reuters recogió testimonios de que «los combatientes de RDK [han] recibido salarios regulares del Ministerio de Defensa de Ucrania», así como que la «unidad general [ha] contado con hasta 200 combatientes». Sin embargo, la agencia de noticias advirtió que estas declaraciones no han sido verificadas de forma independiente.

Bandera del escuadrón cosaco

El RDK mantiene un «Escuadrón cosaco libre» supuestamente formado por voluntarios cosacos principalmente de la región de Kubán en el sur de Rusia y, según se cree, la unidad participó en los combates en  Avdíivka y Svatove.

## Operaciones de combate

### Incursión en el óblast de Briansk
El 2 de marzo de 2023, en el curso de la invasión rusa de Ucrania, las autoridades rusas informaron de un ataque contra las pequeñas aldeas de Liubechane y Sushani situadas en el raión de Klímovo del óblast de Briansk en Rusia, muy cerca de la frontera con Ucrania. Poco después del ataque, el Cuerpo de Voluntarios Rusos, asumió la responsabilidad del ataque. Ucrania calificó el ataque de provocación. Mientras que el Presidente de Rusia lo calificó de ataque terrorista.
En el ataque murieron dos civiles y un niño de diez años resultó herido de gravedad.
El 6 de abril de 2023, el Cuerpo de Voluntarios Rusos nuevamente afirmó haber cruzado la frontera hacia el óblast de Briansk, ingresando al pueblo de Sluchovsk. Si bien las autoridades rusas afirmaron que se evitó un intento de incursión, el Cuerpo de Voluntarios Rusos publicó un video que muestra a supuestos miembros del grupo dentro de la aldea. Durante la incursión se habrían llevado a cabo operaciones de combate.

### incursión en el óblast de Bélgorod

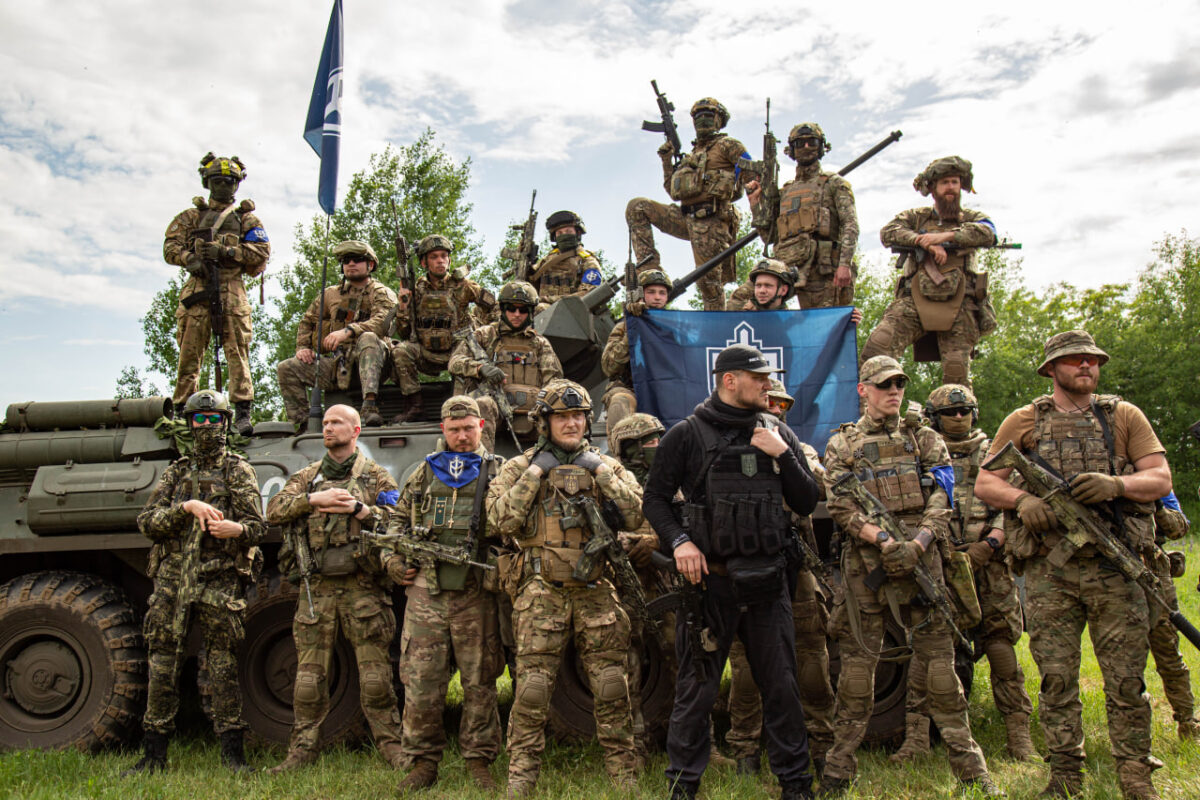
Miembros del Cuerpo de Voluntarios Rusos durante una conferencia de prensa el 24 de mayo

El 22 de mayo de 2023, nuevamente el Cuerpo de Voluntarios Rusos, junto con la autodenominada Legión Libertad de Rusia, una unidad que lucha en las filas de las Fuerzas Armadas de Ucrania, supuestamente compuesta por voluntarios rusos. Anunciaron que «liberaron Kozinka del óblast de Bélgorod» y «destacamentos avanzados entraron en Gráivoron». El gobernador del óblast de Bélgorod, Viacheslav Gladkov, reconoció en un comunicado que «un grupo de sabotaje y reconocimiento de las Fuerzas Armadas de Ucrania entró al territorio del raión de Gráivoron». Varios canales de Telegram han publicado un vídeo que supuestamente muestra la «entrada de tanques ucranianos en la zona del puesto de control de Gráivoron en el óblast de Bélgorod», según diversos medios de comunicación ucranianos los voluntarios rusos proucranianos habrían ocupado el puesto de control fronterizo ruso en Kózinka, al oeste de Bélgorod, donde habrían muerto al menos un guardia fronterizo rusos.
El 24 de mayo, el RDK celebró una conferencia de prensa en el lado ucraniano de la frontera. Donde su líder Denis «White Rex» Nikitin dijo que estaban satisfechos con la los resultados de la incursión, según declaró habían incautado armas, un vehículo blindado de transporte de personal y tomado prisioneros antes de abandonar el territorio ruso después de 24 horas. Dijo que dos combatientes de sus combatientes habían resultaron heridos y que Ucrania brindó apoyo solo con suministros médicos, combustible y alimentos. A su vez, la Legión Libertad de Rusia dijo que dos de sus combatientes habían muerto y diez habían resultado heridos.

### Incursión sobre la Rusia europea de 2024
El 12 de marzo de 2024, grupos armados antigubernamentales rusos respaldados por Ucrania lanzaron un gran ataque contra los óblast rusos de Bélgorod y Kursk en la Rusia occidental desde Ucrania central. En la incursión participaron los grupos Legión Libertad de Rusia, Cuerpo de Voluntarios Rusos y Batallón Siberia. Los atacantes dijeron que habían tomado las aldeas de Tyotkino en el óblast de Kursk y Lozovaya Rudka en el óblast de Bélgorod. El Ministerio de Defensa de Rusia dijo que había rechazado a los atacantes y los había obligado a retirarse.